# П'єр Нгендандумве
П'єр Нгендандумве (1930 — 15 січня 1965) — політичний діяч Бурунді. Член партії Союз за національний прогрес, представник етнічної групи хуту.
18 червня 1963 року, приблизно за рік після здобуття Бурунді незалежності, став першим хуту-главою уряду країни. Зай мав пост прем'єр-міністра до 6 квітня 1964, а потім вдруге з 7 до 15 січня 1965 року. Лише за 8 днів після початку свого другого терміну був убитий руандійськими повстанцями-тутсі.